# Perdón, viejita
Perdón, viejita est un film argentin réalisé par José A. Ferreyra, sorti en 1927.

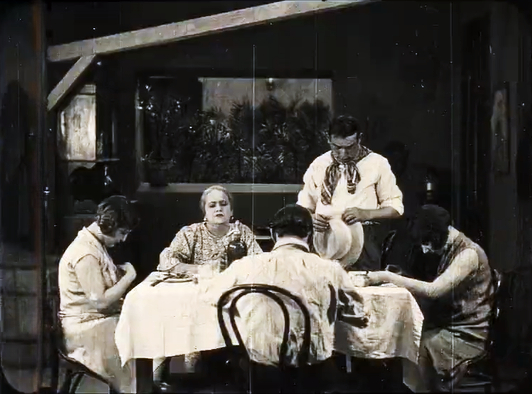
Une scène du film.

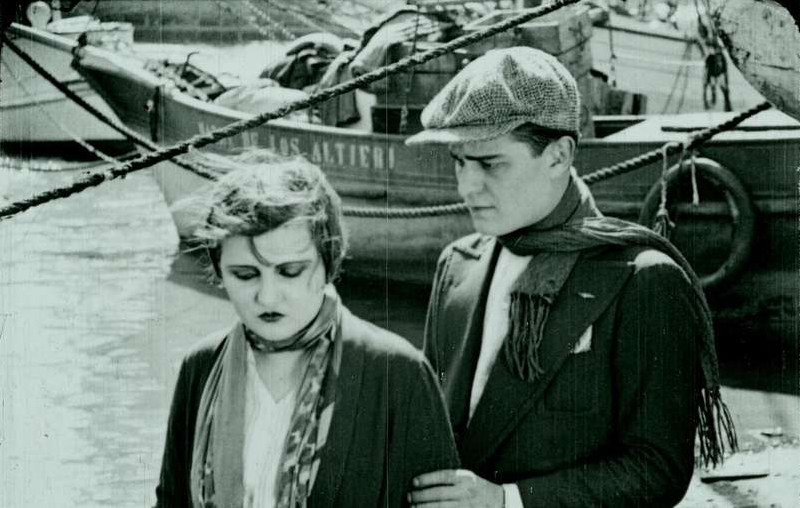
María Turgenova et Ermete Meliante.

Le film a été partiellement conservé. Une version restaurée a été présentée au festival de San Isidro en 2016.

## Synopsis
Une femme pauvre, Doña Camila, a deux enfants, Elena et Carlos. Carlos est, à son insu, un voleur repenti. Un jour, il rencontre Nora, une prostituée, et décide de la ramener chez lui après en être tombé amoureux. Elena, courtisée par un séducteur louche, reçoit une bague en cadeau, mais Nora la lui retire en raison de sa connaissance des hommes, et suspecte que la bague a probablement été volée. La preuve en est apportée lorsque la police la retrouve; Nora assume alors la responsabilité à la place d'Elena.

## Fiche technique
- Réalisation : José A. Ferreyra
- Scénario : 	José A. Ferreyra
- Directeur de la photographie : Carlos Torres Ríos
- Genre : Mélodrame[2]
- Bande originale : Osvaldo Fresedo
- Durée : 30 minutes
- Date de sortie : 1927

## Distribution

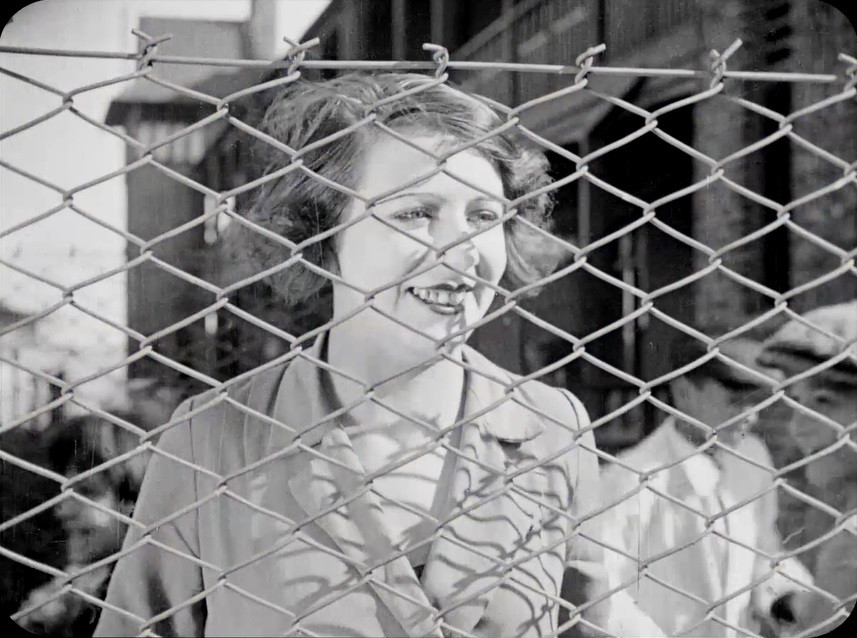
L'actrice Stella Maris dans une scène du film.

- María Turgenova : Nora
- Ermete Meliante : Carlos Riu
- Stella Maris : Elena
- Floricel Vidal : Dona Camila